# Угорський квартет
Угорський квартет (початково Новий Угорський квартет, угор. Új Magyar Vonósnégyes) — угорський струнний квартет, що існував у 1935—1972 роках. З 1937 року працював у Нідерландах, з 1950 — у США.
Протягом всієї історії квартету квартет спеціалізувався, як і деякі інші угорські квартети, на творах Л. Бетховена та Б. Бартока. Зокрема 1936 року Новий Угорський квартет став першим виконавцем П'ятого квартету Бартока. Двічі (у 1953 та на початку 1960-х років) колектив здійснив запис усіх квартетів Бетховена, а у 1960—1961 роках записав всі квартети Бартока для Deutsche Grammophon. Цікавою особливістю музикантів ансамблю була їхня звичка записувати музику по ночах.